# Stanardsville
Stanardsville ist eine US-amerikanische Stadt im Greene County und Verwaltungssitz desselben im Bundesstaat Virginia. Das U.S. Census Bureau hat bei der Volkszählung 2020 eine Einwohnerzahl von 349 ermittelt.

## Geographie
Stanardsville liegt zentral im Greene County am östlichen Fuß der Blue Ridge Mountains.

## Geschichte
Die Stadt wurde nach der Familie Stanard benannt, Landbesitzern, welche in 1794 die ersten Grundstücke für die Stadt vermessen haben. Als 1838 der Greene County – dessen Fläche zuvor im Orange County (Virginia) lag – gebildet wurde, wurde die Stadt zum Verwaltungssitz ernannt.

## Politik
| Amtszeit           | Name             | Partei/Person | Partei/Person |
| ------------------ | ---------------- | ------------- | ------------- |
| 1994–1998          | Jean Blakey      |               | [ 4 ]         |
| 1998–2002          | Jean Blakey      |               | [ 4 ]         |
| 2002–2006          | Jerry L. Bortner |               | [ 5 ]         |
| 2006–21. März 2008 | Jerry L. Bortner |               | [ 5 ]         |
| 4. Mai 2008–2010   | Gary Ernest Lowe | Ind.          | [ 6 ]         |
| 2010–2014          | Gary Ernest Lowe | Ind.          |               |
| 2014–2018          | Gary Ernest Lowe | Ind.          | [ 7 ]         |
| Januar 2018–heute  | Gary Ernest Lowe | Ind.          | [ 7 ]         |

## Städtepartnerschaften
Mit Stand 2020 bestanden Anstrebungen, eine Städtepartnerschaft mit dem schottischen Tarland zu begründen.